# Lilian Astier
Pour les articles homonymes, voir Astier.
Lilan Astier, né le 12 août 1978 au Puy (aujourd'hui Le Puy-en-Velay), Auvergne, est un footballeur français évoluant au poste d'arrière droit.

## Biographie
Formé à l'AS Saint-Étienne, mais très peu utilisé avec l'équipe première, il est prêté par le club à Burgos, en Liga espagnole. Libre de tout contrat à son retour de prêt, il effectue des essais non concluants à Amiens et Caen puis il s'engage après le mercato d'hiver 1998 avec l'OGC Nice. 
Malgré la demande de dérogation de l'OGC Nice, le contrat n'est pas validé par la LNF . Il poursuit sa carrière à Alès qui termine deuxième du Groupe B en CFA. Lilian Astier y dispute 7 matches. 
Il rejoint ensuite Béziers avant de s'engager avec Libourne-Saint-Seurin en 2001. Avec Libourne, il monte en National après avoir remporté le Groupe D de CFA en 2002-2003 . Puis lors de la saison 2005-2006, Libourne termine 3e de National et monte en Ligue 2. 
En Ligue 2, il contribue au maintien de Libourne en disputant 19 parties (dont 14 en tant que titulaire).  
Entre 2008 et 2010, il évolue au FC Mulhouse, en CFA. Avant de revenir à l'AS Béziers, toujours en CFA.
Au total, Lilian Astier aura joué 34 matchs en Ligue 2 (dont 28 matchs en tant que titulaire).

## Palmarès
- Vainqueur du Championnat d'Europe de football des moins de 19 ans 1997
- Champion de France de CFA (Groupe D) en 2003
- Quart de finaliste de la Coupe de France en 2001